# Научно-исследовательский институт электронных приборов
АО «Научно-исследовательский институт электронных приборов» (до 1957 года — НИИ-48, образованный из ОКБ завода № 325 в 1950 году) — российский разработчик и производитель систем ближней локации в диапазоне электромагнитных волн от дециметрового до оптического, а также бортовых вычислительных машин и автоматики для военной техники. Входит в научно-производственный концерн «Техмаш» Государственной корпорации «Ростех».
Является партнером Центра экономического развития и сертификации Института экономических стратегий РАН. Предприятие находится в ведении Минпромторга РФ.

## История
- «Научно-исследовательский институт электронных приборов» был основан в г. Новосибирске в 1950 году [7]
- 1963 г. — передана на вооружение подвижная ЭВМ 9В52 для автоматизированного расчёта и управления стрельбой оперативно-тактическим ракетным комплексом, став первой разработкой института, сданной в серийное производство [7]
- 1965 г. — НИИЭП передал на вооружение систему ближней локации где впервые в мире были применены антенны с управляемой диаграммой направленности[8] в составе ракеты первого в СССР мобильного ЗРК «Круг»
- 1980 г. — был сдан в серийное производство и эксплуатацию первый лазерный датчик высоты, а в последующие годы и ряд лазерных неконтактных датчиков для различных ЗРК и авиационных ракет класса «воздух-воздух».
- 1985 г. — за создание двух изделий (системы ближней локации и бортовой вычислительной машины) к ракетам ЗРС С-300В институт награждён орденом «Трудового Красного Знамени» указом президиума Верховного совета СССР от 10 июня 1985 года[9].
- 2013 г. — созданы и поставлены на вооружение в составе системы РСЗО калибра 122 мм управляемый (программируемый) электронный дистанционно-контактный взрыватель, ручной установщик полетного задания с информацией о требуемом режиме работы и требуемом времени дистанционного действия (отсчитываемого от времени отделения головной части ракеты), за что коллектив разработчиков НИИЭП получил премию им. С. И. Мосина[10].
- 2015 г. — сдан в эксплуатацию новый инженерно-производственный комплекс в рамках ФЦП «Развитие оборонно-промышленного комплекса до 2020 года»[11], модернизировано стендовое оборудование[12]
- 2015 г. — «Научно-исследовательский институт электронных приборов» награждён Благодарностью Президента Российской Федерации за большой вклад в развитие оборонно-промышленного комплекса и высокие производственные показатели.[13]
- 2016 г. — успешно прошел испытания и отправлен на вооружение российской армии неконтактный взрыватель для авиабомб нового поколения[14]

## Продукция

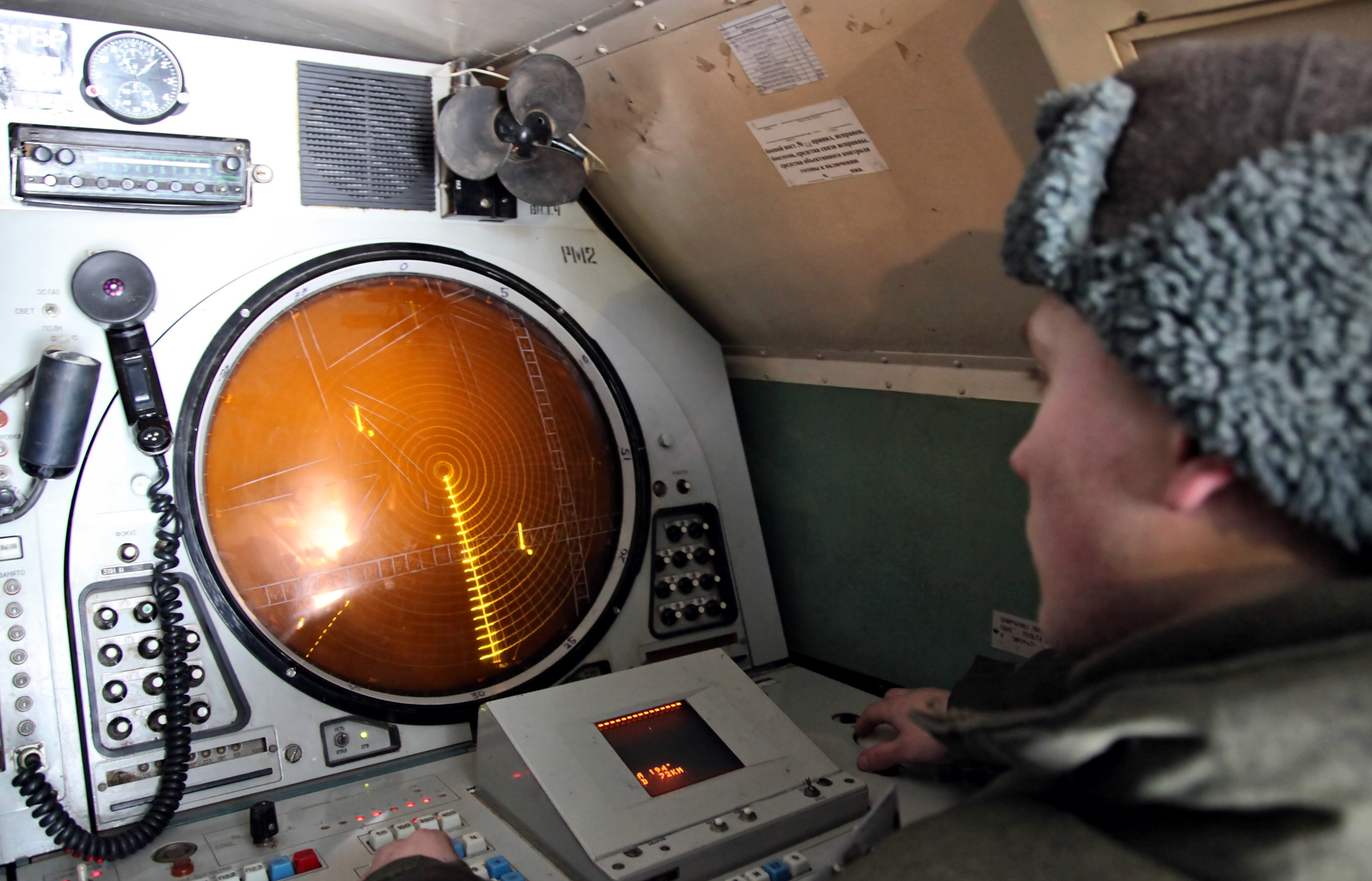
Электронно-вычислительная техника и системы ближней локации для зенитных ракетных комплексов С-300 (на илл.), его модификаций и других образцов вооружения и военной техники — один из видов продукции, разработанной НИИЭП

Институтом созданы следующие виды продукции:
Продукция гражданского назначения
- авиационные датчики,
- преобразователи напряжения,
- модульные котельные,
- аккумуляторные фонари.

Продукция военного и двойного назначения
- взрыватели для ракет корабельного базирования, лазерные взрыватели для управляемых ракет класса «воздух—воздух» (УРВВ);
- боевые части для зенитных управляемых ракет комплекса С-300;
- системы ближней локации для зенитных ракетных комплексов «Круг», «Стрела-10СВ» (1969-76), «Шторм», С-25, С-75, С-300, «Тор», «Кинжал», управляемых ракет К-73, К-77, Х-59У;
- автоматика для бомб ОФАБ-100, ОФАБ-250, КАБ-500;
- автоматика для ОТРК «Точка-У», «Искандер-М», РСЗО «Смерч»;
- бортовая электронно-вычислительная машина (БЭВМ) для ЗРК С-300В;
- датчики обледенения и СКВ для Бе-200.

А также изделия радиоэлектронной аппаратуры ближней радиолокации и систем управления и автоматики для различных видов вооружения и военной техники для таких образцов вооружения, как зенитные ракетные комплексы, авиационные ракеты и авиабомбы, реактивные системы залпового огня.